# Челышев, Евгений Петрович
Евге́ний Петро́вич Че́лышев (27 октября 1921, Москва — 13 июля 2020, там же) — советский и российский литературовед, культуролог, востоковед, индолог, переводчик, писатель, общественный деятель. Доктор филологических наук (1965), профессор, заслуженный деятель науки РСФСР (1981). Действительный член АН СССР (1987), академик-секретарь Отделения литературы и языка РАН (1988—2002). Член Союза писателей СССР с 1976 года.

## Биография
Происходил из московской купеческой семьи. Отец — Пётр Семёнович (1875—1923), был потомственным почётным гражданином, унаследовавший этот почетный титул от своего отца — Семена Глебовича Челышева (1821—1905), который был пожалован ему Императором Александром III в 1894 году за особое усердие и заслуги перед обществом. Родом из простой крестьянской семьи одного из сел Владимирской губернии, дед Евгения Петровича без всякой помощи и протекции перебрался в Москву, преуспел в бизнесе и стал купцом второй гильдии.
Торговый дом Челышевых, который он основал, брал подряды на строительство, занимался поставками в Москву стройматериалов, приобретением недвижимости. Мать — Клавдия Михайловна (1892—1982), была дочерью Михаила Арсеньевича Соколова (1860—1934), выходца из многодетной крестьянской семьи одной из деревень Ярославской губернии. Начав свою деловую карьеру в Москве мальчиком на посылках в лавке москательных товаров, он самостоятельно выбился в люди, став компаньоном в коммерческом предприятии известного замоскворецкого купца второй гильдии Павла Ютанова и личным почетным гражданином.
В 1939 году, окончив среднюю школу, поступил в Московский институт химического машиностроения. Первокурсником был призван в армию и направлен в лётную школу в военном городке Сеща Орловского военного округа. Летом 1940 года после её окончания был зачислен стрелком-радистом в 140-й скоростной бомбардировочный полк 2-й смешанной авиационной дивизии. В годы Великой Отечественной войны прошёл Смоленщину, Калининский и Западный фронты, Северный Кавказ, Сталинград, Белоруссию, Литву.
В октябре 1944 года из-под Кёнигсберга Е. П. Челышева направили учиться в Военную академию командного и штурманского состава в Монино. В приёме было отказано из-за слабости зрения. Участник Парада Победы на Красной площади, член ВКП(б) с 1945 года. В 1949 году с отличием окончил Военный институт иностранных языков Красной Армии (восточное отделение) и поступил в адъюнктуру. В 1952 году защитил кандидатскую диссертацию «Современная общественно-политическая терминология литературного хинди (по материалам прессы на языке хинди)», до закрытия института был в нём начальником кафедры индийских языков; уволен в запас в звании подполковника.
С 1955 по 1988 год работал в Институте востоковедения Академии наук СССР, заведовал сектором индийской филологии, затем отделом литератур Востока. Одновременно руководил кафедрой индийских языков Московского государственного института международных отношений МИД СССР (1956—1975).
В 1965 году защитил докторскую диссертацию «Традиции и новаторство в современной поэзии хинди». В 1966 году получил звание профессора. В течение 27 лет был членом Высшей аттестационной комиссии; более 40 лет являлся членом Союза писателей СССР, а затем — России. 29 декабря 1981 года за востоковедческие труды избран членом-корреспондентом Академии наук СССР по Отделению литературы и языка (литературоведение), а 23 декабря 1987 года — действительным членом АН СССР. Год спустя его избрали академиком-секретарем Отделения литературы и языка АН СССР (с 1991 года — Российская академия наук). Долгое время являлся членом Президиума РАН и заместителем главного редактора журнала «Известия АН СССР. Серия литературы и языка».
В последние годы жизни — главный научный сотрудник центра фундаментальных исследований в сфере культуры Российского НИИ культурного и природного наследия. Входил в учёный совет ОНЦ КМ — структурного подразделения Международного центра Рерихов. Член Главной редакционной комиссии, действовавшей под руководством министра обороны РФ для изучения истории Великой Отечественной войны.
Умер в 2020 году. Похоронен на Троекуровском кладбище.
Супруга — Елена Владимировна Челышева (1921—2004) — инженер. Сыновья: Владимир Евгеньевич Челышев (род. 1947) — частный предприниматель, на постоянной основе проживает в США. Дмитрий Евгеньевич Челышев (род. 1953) — журналист-международник, кандидат исторических наук, более восемнадцати лет проработал в Индии по линии Агентства печати «Новости», Росзарубежцентра и МИД РФ.

## Научная деятельность
Е. П. Челышев — специалист в области современной восточной литературы и культуры. Главные направления исследований: культурология, сравнительное литературоведение, индийская филология. Е. П. Челышеву впервые в науке удалось представить новую и новейшую индийскую литературу как единое целое, а не как сумму отдельных, региональных литератур. Его исследования сформировали интерес к индологическому литературоведению, позволили создать собственную научную школу. Под его руководством многие российские и иностранные учёные защитили кандидатские и докторские диссертации.
Публикации Е. П. Челышева охватывают области ориентального востоковедения, методологии периодизации и типологии национальных литератур стран Азии и Африки, изучения русской культуры (в особенности классической литературы) в мировом контексте, пушкинистики. Разрабатывал проблематику определения роли традиций в становлении новой и новейшей литературы Востока, особенности взаимосвязи и взаимодействия культур Запада и Востока, а также восприятия русской классики на Востоке. Особое место в его научном творчестве занимают труды по межцивилизационным контактам, по проблемам природного и культурного наследия, в том числе идейного наследия российской эмиграции, а также по истории Великой Отечественной войны. Многие его работы посвящены проблемам современной российской культуры, роли культурного наследия и традиций русской духовности, укреплению связей образования с фундаментальной наукой. Труды Е. П. Челышева переведены на иностранные языки и изданы за рубежом.
Автор 15 книг и более 500 статей. Внёс большой личный вклад в развитие научных культурных связей между Россией и Индией. Лауреат премии Свами Вивекананды, член бюро Индийского философского общества, член Азиатского общества (Калькутта). Много лет возглавлял Общество российско-индийской дружбы; избран почётным членом Литературной академии Индии (2004).
В период подготовки и проведения 200-летия со дня рождения А. С. Пушкина, будучи членом Государственной юбилейной Пушкинской комиссии, академик Е. П. Челышев руководил работой большой группы учёных. Являлся также заместителем председателя Совета по русскому языку при Президенте РФ. С 1992 года был сопредседателем Научного совета РАН по изучению и охране культурного и природного наследия, с 2012 года руководил основной исследовательской программой совета — «Цивилизационный путь России».

## Основные работы
- Современная поэзия хинди. — М., 1965;
- Литература хинди. — М., 1968;
- Сумитранандан Пант татха хинди кавита мэн парампара аур навинта. — Дилли, 1970;
- Сурьякант Трипатхи Нирала. — М., 1978;
- Современная индийская литература. — М., 1981;
- Сумитранандан Пант. Певец Гималаев. — М., 1985;
- Челышев Е. П., Литман А. Д. Традиции великой дружбы: СССР — Индия. — М.: Радуга, 1985. — 229 с.
- Индийская литература вчера и сегодня. — М., 1988;
- Избранные труды. В 3 томах. — М., 2002;
- Российская эмиграция: 1920—1930-е годы. История и современность. — М., 2002;
- Челышев Е. П., Коробко М. Ю. Усадьба Узкое и Владимир Соловьёв / Под ред. Е. П. Челышева; Российская акад. наук, Науч. совет по изучению и охране культурного и природного наследия. — М.: Наука, 2012. — 168, [34] с. — ISBN 978-5-02-037651-9.

## Награды и звания
- Орден «За заслуги перед Отечеством» II степени (16 апреля 2020 года) — за большой вклад в развитие науки и многолетнюю плодотворную деятельность[9].
- Орден «За заслуги перед Отечеством» III степени (27 мая 2007 года) — за выдающийся вклад в развитие гуманитарных наук и многолетнюю плодотворную деятельность[10].
- Орден «За заслуги перед Отечеством» IV степени (16 апреля 1997 года) — за заслуги перед государством и большой личный вклад в развитие науки[11].
- Орден Почёта (17 января 2012 года) — за большие заслуги в развитии науки и многолетнюю плодотворную деятельность[12].
- Два ордена Красной Звезды (1944, 1949).
- Орден Отечественной войны II степени (1985).
- Медаль «За боевые заслуги».
- Медаль «За доблестный труд» (1970)
- Медаль Жукова.
- Медаль Пушкина (4 июня 1999 года) — в ознаменование 200-летия со дня рождения А. С. Пушкина, за заслуги в области культуры, просвещения, литературы и искусства[13].
- Медаль «В память 850-летия Москвы».
- Медаль «В память 800-летия Москвы».
- Заслуженный деятель науки РСФСР (14 декабря 1981 года) — за заслуги в развитии востоковедной науки и подготовке научных кадров[14].
- Почётная грамота Президента Российской Федерации (19 мая 2017 года) — за заслуги в развитии науки, образования, подготовке квалифицированных специалистов и многолетнюю добросовестную работу[15].
- Падма Бхушан (Индия, 2002)[16].
- Международная премия имени Джавахарлала Неру.
- Орден святого благоверного князя Даниила Московского III[17] и II степеней (РПЦ).
- Демидовская премия Научного Демидовского фонда (1996)